# Wydma Czołpińska
Wydma Czołpińska – rozległe, ruchome pole wydmowe w obrębie Słowińskiego Parku Narodowego, którego wysokość osiąga maksymalnie 56 metrów. 
Wydma Czołpińska wraz z Wydmą Łączką (Łącką) są najbardziej rozpoznawalnymi wydmami ruchomymi w parku.

## Lokalizacja
Wydma Czołpińska znajduje się w zachodniej części Słowińskiego Parku Narodowego i przechodzi przez nią czerwony szlak turystyczny. 
Najbliżej znajdującą się gminą jest Smołdzino, w powiecie słupskim. Wydma usytuowana jest w obrębie 35-metrowego pasa Mierzei Łebskiej, drugiej po Nizinie Gardeńsko-Łebskiej jednostce geomorfologicznej tworzącej Słowiński Park Narodowy.

## Geneza i rozwój wydm Mierzei Łebskiej
Wydmy ruchome Słowińskiego Parku Narodowego znajdują się na jednym z akumulacyjnych odcinków polskiego wybrzeża Morza Bałtyckiego. Powstała w tym miejscu Mierzeja Łebska odcina piaszczystą barierą Nizinę Gardeńsko-Łebską od otwartych wód morza. Akumulowany w obrębie mierzei materiał piaszczysty pochodzi z sąsiednich, erozyjnych partii wybrzeża. Transport utworu piaszczystego jest związany z działalnością prądów wzdłużbrzeżnych, równoległych do strefy brzegowej. 
Początki rozwoju reliefu Mierzei Łebskiej pochodzą z okresu subborealnego, jednak jej morfologia i zasięg stale podlegają zmianom, ze względu na przesuwanie się pasma aktywnych, nieustabilizowanych wydm. Krajobraz Mierzei Łebskiej cechuje się wysokim urozmaiceniem, ze względu na występowanie różnych typów wydm nadmorskich. Należą do nich wydmy przednie, paraboliczne oraz barchany, między którymi znajdują się obniżenia i zabagnienia.

## Morfologia Wydmy Czołpińskiej
Do najbardziej spektakularnych i rozpoznawalnych elementów krajobrazu Mierzei Łebskiej, a zarazem całego Słowińskiego Parku Narodowego, należą wysokie, strome, sierpowate barchany – wydma Czołpińska (56 metrów wysokości) i położona na wschodzie Wydma Łącka (30 metrów wysokości). W części pola Wydmy Czołpińskiej zachodzą procesy charakterystyczne dla wydm ruchomych. Odsłonięty w obrębie barchanu materiał piaszczysty na stokach dowietrznych jest obsuwany przez wiatr w dół wydmy, w postaci strumieni i języków piaskowych. Poprzez stałe zwiewanie ziaren piasku na stokach dowietrznych i ich akumulację po stronie zawietrznej, następuje przemieszczanie się mas piaszczystych, zwanych wędrówką wydmy.

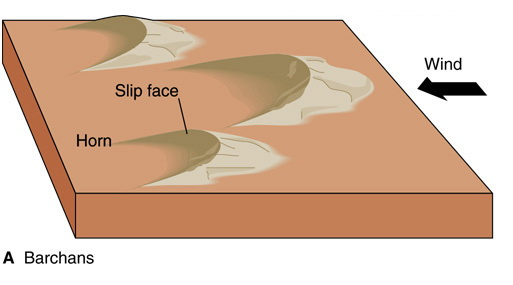
Rozwój rzeźby barchanu

Intensywny ruch ziaren piasku w obrębie odsłoniętych i pozbawionych roślinności partii pola wydmowego wpływa na zmiany jego morfologii i tworzenie się piaszczystych mikroform, np. nietrwałych ripplemarków.

## Roślinność
Wydma Czołpińska stanowi rozległy obszar o urozmaiconej rzeźbie i pokryciu terenu. W jej obrębie można wyróżnić dwa charakterystyczne dla wydm nadmorskich zbiorowiska roślinne, które sąsiadują z odsłoniętymi, stale rozwiewanymi partiami. Porośnięty grunt jest pokryty mniej lub bardziej zwartą okrywą porostów i krzewów, wraz z tworzącą się pod nimi cienką warstwą próchnicy. Nadziemne części roślin, wraz z podziemnym systemem korzennym utwardzają piaszczyste kopuły, uniemożliwiając rozwiewanie piasku. 

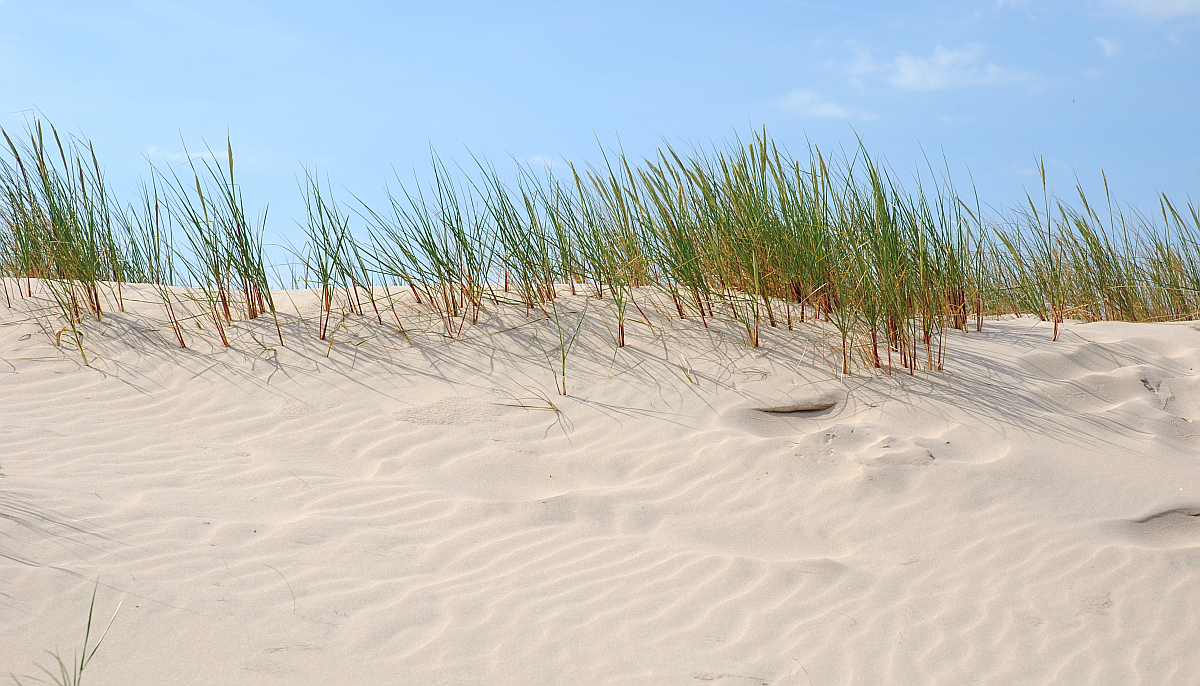
Wydma biała

W środowisku botanicznym Wydmy Czołpińskiej można wyróżnić dwa główne zbiorowiska roślin, których pojawienie się wynika z litologii i usytuowania wydm. Położone blisko brzegu pagóry porośnięte wysokimi trawami, nazywane są wydmami białymi. Źdźbła traw: pospolitej piaskownicy zwyczajnej i wydmuchrzycy piaskowej wystają spod piaszczystej pokrywy, a ich korzenie zapobiegają przemieszczaniu się wydmy. 
Roślinność wydmy szarej, która znajduje się w znacznej odległości od linii brzegowej charakteryzuje się występowaniem niskiej murawy, składającej się z kępkowej trawy – szczotlichy siwej. 

## Turystyka i ochrona przyrody
Wydma Czołpińska znajduje się w obrębie strefy ścisłej ochrony „Mierzeja” w Słowińskim Parku Narodowym. Obszar ten chroni pasmo wydm Mierzei Łebskiej oraz porastające je specyficzne i rzadkie gatunki roślin nadmorskich. Nasilona aktywność procesów eolicznych w obrębie Słowińskiego Parku Narodowego na przestrzeni wieków, wynika z powiększającego się wpływu człowieka na tym obszarze. Działalność antropogeniczna, która przyczyniła się do erozji i –w efekcie– dynamicznego przemieszczania się piaszczystych wałów wydmowych w parku narodowym, dotyczy przede wszystkim wyrębu lasów oraz niekontrolowanego ruchu turystycznego. Walory oraz ranga parku narodowego sprawiają, że jest on odwiedzany przez niemal pół miliona turystów rocznie, którzy często poruszają się poza wyznaczonymi szlakami, powodując zmiany w środowisku wydmowym.

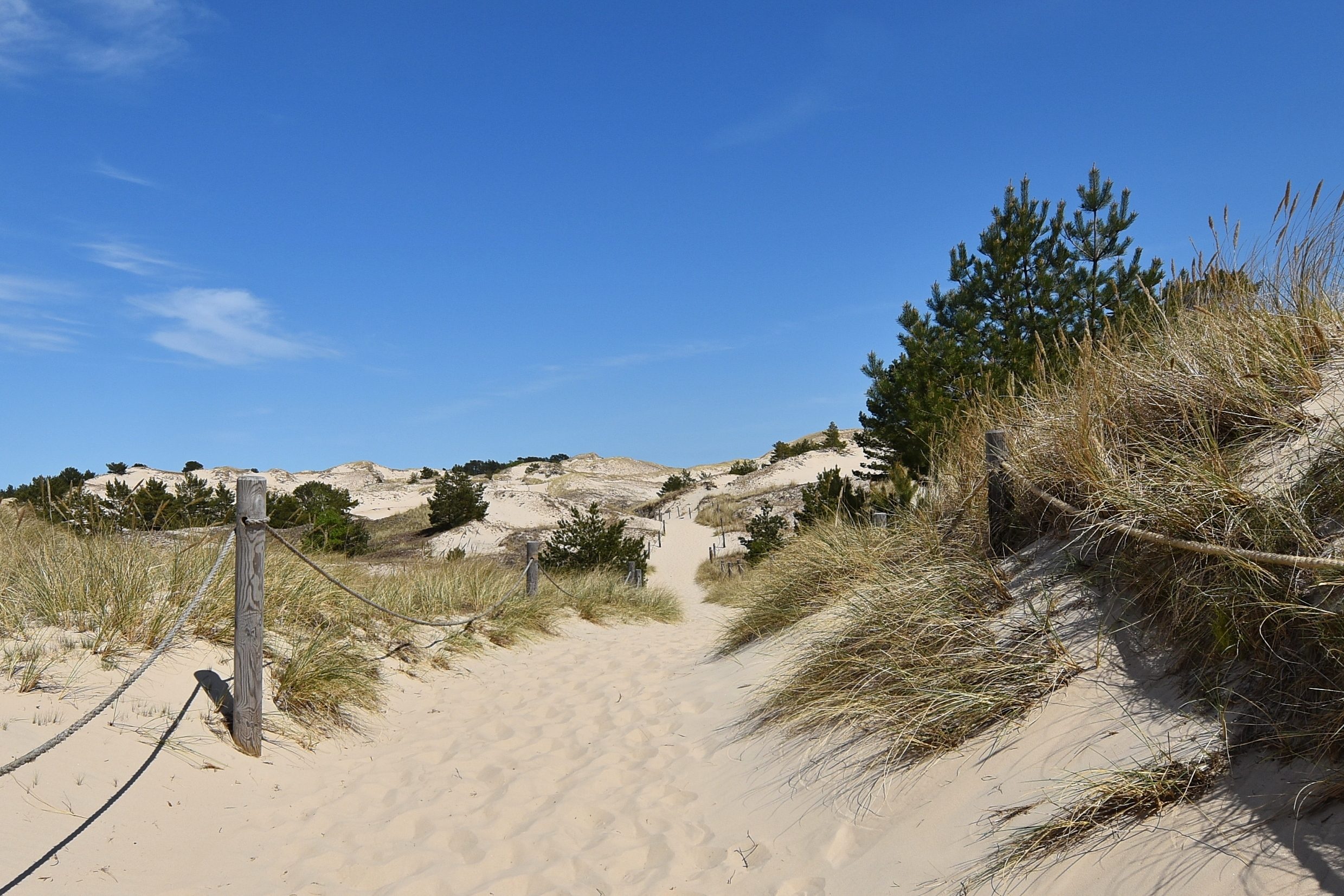
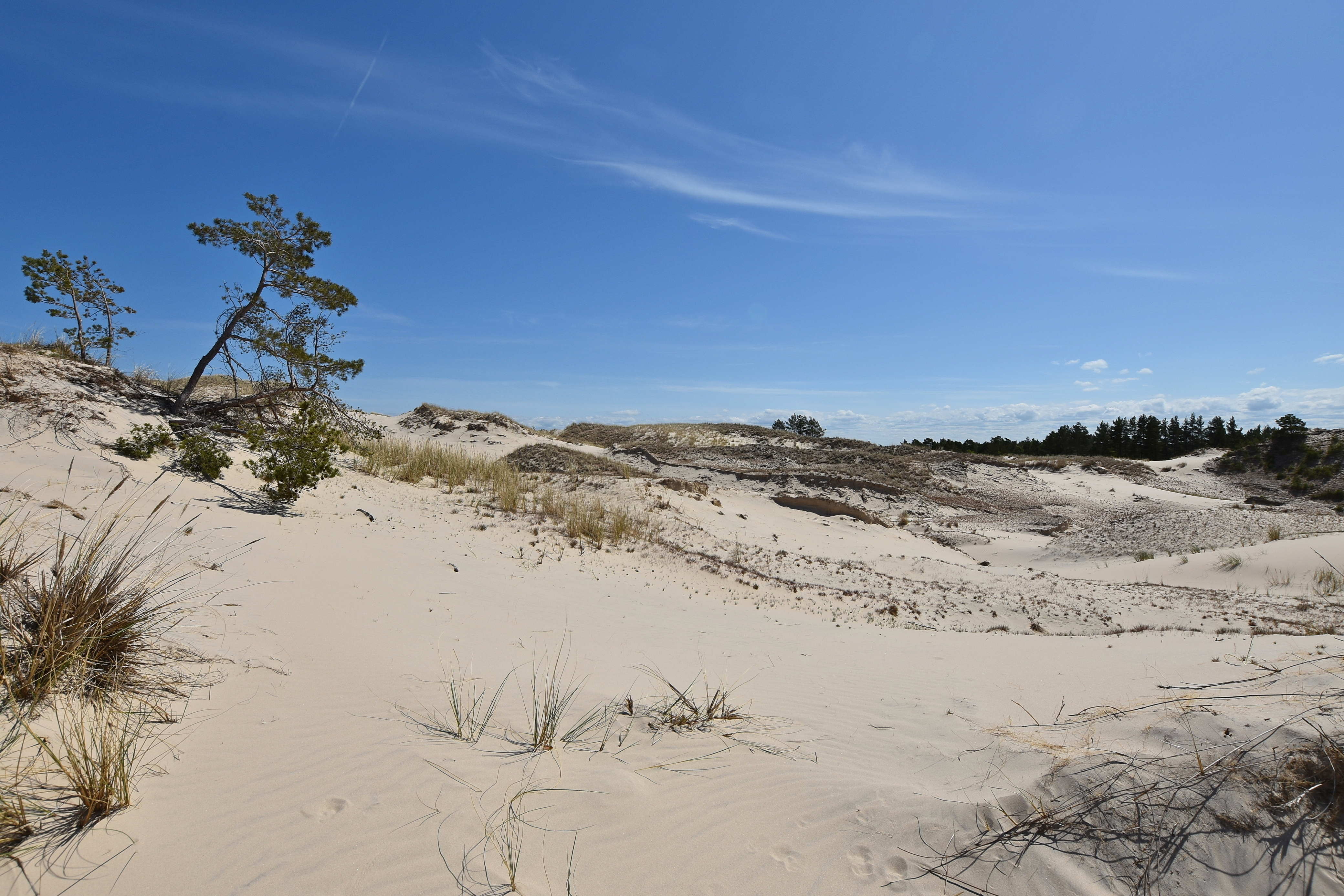
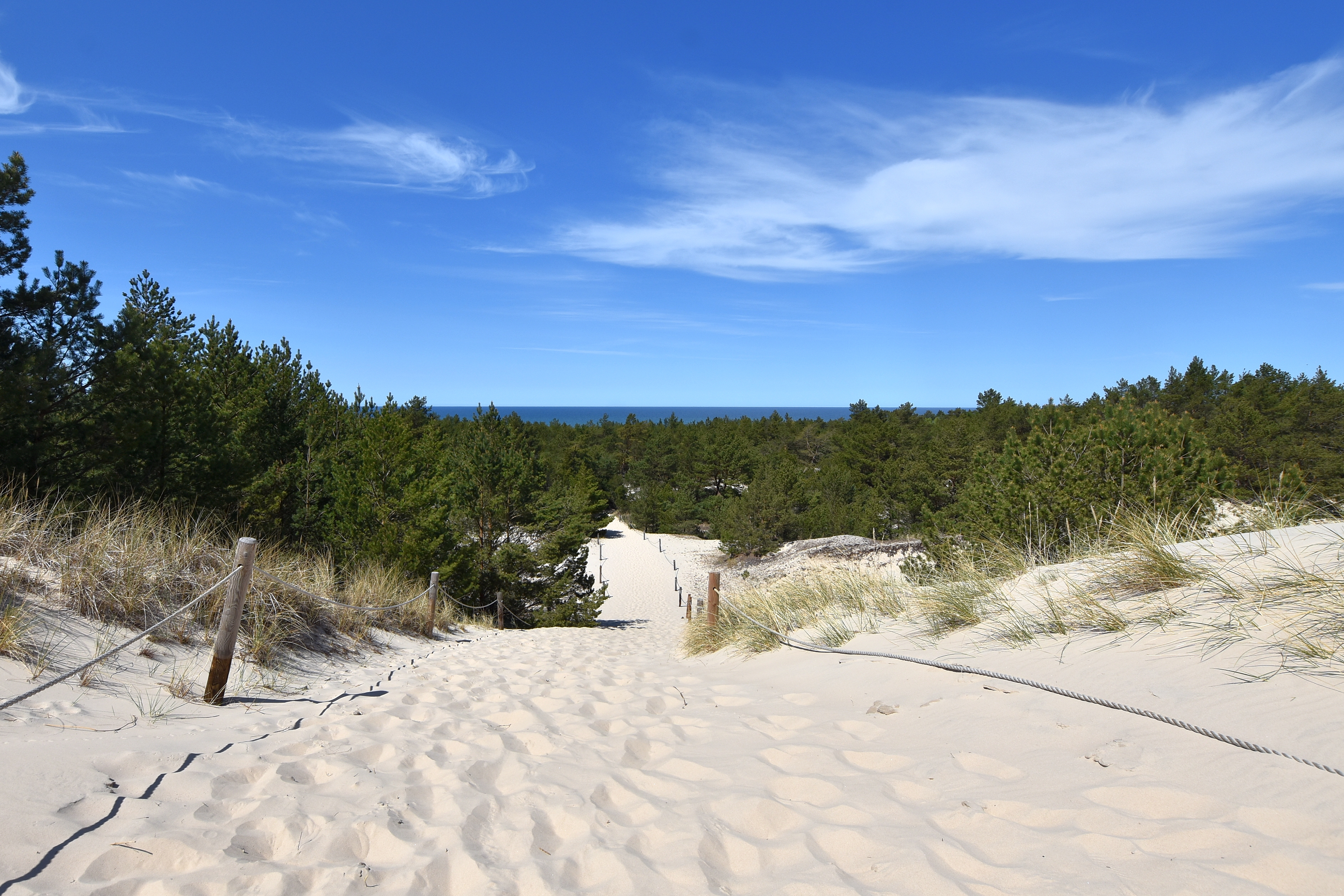